# Мальцевские бани
Мальцевские бани были построены в 1876 году по адресу Пушкинской улицы 1/77. На их возведение было потрачено 200 тысяч рублей. На месте бань располагалось трёхэтажное здание купца Лопатина, которыми владел титулярный советник Павел Дмитриевич Мальцев. Он заказал у архитектора Павла Сюзора реконструкцию здания под фешенебельные бани. В 1891 году банями владел граф Павел Адреевич Шувалов и с 1908 года — его сын Александр Павлович. В советское время бани получили название № 21. Были разобраны при строительстве метро
Бани были украшены нарядными интерьерами русских и турецких парных. Стены в банях были обиты корабельной обшивкой и выкрашены в белый цвет. В банях располагался бассейн, глубиною в пять аршин. В мыльном помещении располагались мраморные ванные, в которых предлагалась лечебная гидротерапия.
Бани были поделены на более дешёвое 20 копеечные отделение и дорогое 40 копеечное. Дешёвое отделение выделялось по прежнему своей комфортабельностью на фоне других городских бань. Раздевальня там располагалась в одной крупной комнате, где в три ряда были расставлены двойные диваны. 40 копеечное отделение было ещё роскошнее обставлено, посетители могли раздеваться в отдельных кабинетах, украшенных бархатными перегородками и драпировками. В каждом кабинете стоял диван, ковёр, зеркало и столик. Под полом располагалась машина, «приводящая воду в искусственное движение».
В банях также имелось 15 семейных номеров, украшенных дорогой меблировкой и мраморными ваннами. Бани Мальцева признавались не только одними из лучших в Петербурге, но и в Европе. При банях имелась бильярдная, гинастический зал и ресторан.